# Litobrochia splendens
Litobrochia splendens là một loài thực vật có mạch trong họ Pteridaceae. Loài này được (Kaulf.) C. Presl mô tả khoa học đầu tiên năm 1836.